# Rajang
Il Rajang è un fiume della Malaysia che si trova nello Stato di Sarawak, nel nord-ovest dell'isola di Borneo e quindi nella Malaysia Orientale. 
Il fiume nasce nelle montagne di Iran e scorre per circa 563 km, fino a sfociare nel Mar Cinese Meridionale. 
Alcuni suoi importanti affluenti sono il Balui, il Katibas, il Balleh e il Bangkit.